# Min lilla syster

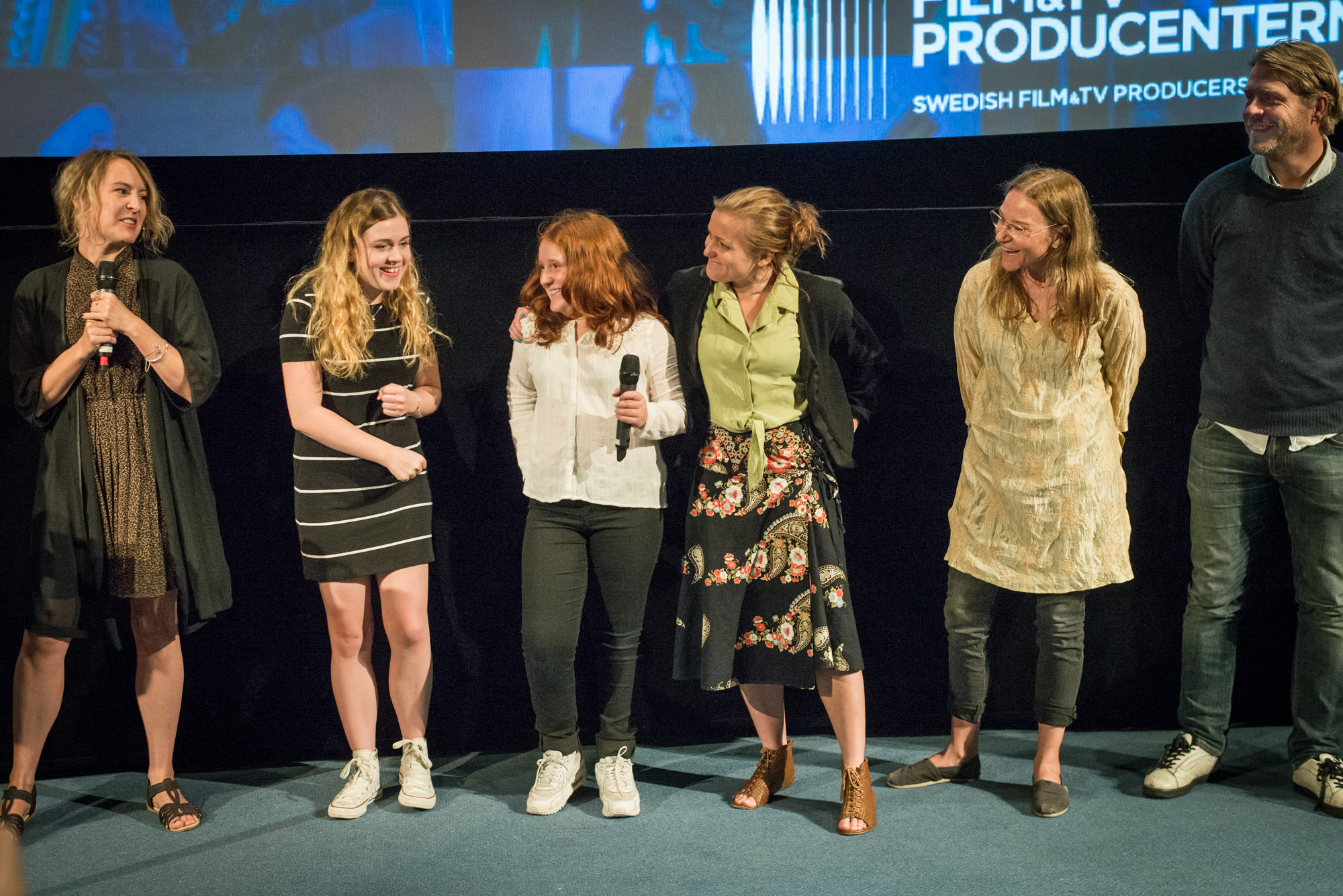
Personerna bakom filmen Min lilla syster under presentationen i Filmhuset i Stockholm i augusti 2015. Från vänster: Sanna Lenken, Amy Deasismont, Rebecka Josephson, Annika Rogell, Annika Hallin och Henrik Norlén.

Min lilla syster är en svensk dramafilm från 2015. Filmen, med manus och regi av Sanna Lenken, hade premiär på Göteborgs filmfestival den 24 januari 2015 och svensk biografpremiär den 18 september 2015. I huvudrollerna syns de båda långfilmsdebuterande Rebecka Josephson som Stella och Amy Deasismont (känd under artistnamnet Amy Diamond) som Katja.
Min lilla syster har även visats i SVT vid flera tillfällen.

## Handling
I centrum för historien står den unga, lovande konståkerskan Katja och hennes 12-åriga lillasyster Stella. Den populära Katja får all uppmärksamhet av omgivningen, medan Stella kämpar på mer i bakgrunden med sin mindre lyckade skridskoträning och med sin hemliga förälskelse i Katjas vuxne, utländske tränare. Efterhand förstår Stella att allt inte står rätt till med hennes syster, då hon beter sig märkligt och utvecklar ätstörningar, något bara hon verkar märka och får svårt att kommunicera till föräldrarna, vilket leder till svåra val och sätter syskonskapet på prov.

## Rollista i urval
- Rebecka Josephson – Stella
- Amy Deasismont – Katja
- Annika Hallin – Karin, mamma
- Henrik Norlén– Lasse, pappa
- Maxim Mehmet – Jacob, Katjas tränare
- Emelie Strömberg –	Stellas konståkningstränare
- Ellen Lindbom	– Iga, skolkompis
- Hugo Wijk – Henrik, skolkompis
- Noam Asseraf – Andres, skolkompis
- Karin de Frumerie – lärare
- Åsa Janson	– skolsköterska
- Bahador Foladi – kafébiträde
- Julia Marko-Nord – sköterska
- Elisabeth Callejas – läkare
- Selma Tongefjord Ryme - tjej i klassen

Selmas konståkningsgrupp
- Elin Bergeld
- Ida Borggren
- Isabell Börgesson
- Johanna Garnemark
- Ina Trolle
- Viktor Åberg

TV-inslag
- Petra Andreasson
- Amanda Svedberg

## Om filmen
Filmen är inspelad i trakterna kring Trollhättan, Mölndal och Tjörn som en svensk-tysk-nordisk samproduktion.
Filmen har 2015 bland annat erhållit Publikpriset som Bästa nordiska film vid Göteborgs filmfestival, Kristallbjörnen samt juryns särskilda hedersomnämnande vid Berlins filmfestival och Fipresci Prize, priset för Bästa manus och Publikens pris för bästa film vid Festival del Cinema Europeo i Italien. Rebecka Josephson tilldelades priset som Bästa kvinnliga skådespelare vid International Urban Film Festival i Teheran. Inför Guldbaggegalan 2016 nominerades filmen till flera priser, bland annat i kategorin Bästa film.

## Mottagande
Filmen har genomgående fått mycket positiva lovord i media och bland annat kallats "En av årets bästa svenska filmer, alla kategorier" av Upsala Nya Tidning.